# Lü Meng
Lü Meng, Ziming (178-219) est un général du Royaume du Wu ou Sun Wu durant la période des Trois Royaumes. Combattant émérite, courageux, il participa victorieusement à la bataille de la Falaise rouge en 208. Critiqué par Sun Quan pour son manque de culture et manquant de savoir militaire, il se mit à les acquérir, et devint l'un des plus grands stratèges de la période après sa conquête planifiée de la province de Jing. Il aida le royaume de Wei à repousser l'assaut de Guan Yu au château de Fan. Cette conquête assura au Wu sa prospérité et sa survie en tant qu'état indépendant.
Dans l’Histoire des Trois Royaumes, Lu Meng meurt peu après la bataille, possédé par le fantôme de Guan Yu, alors que Sun Quan fait l'éloge de sa victoire.

## Jeunesse et débuts militaires au service du clan Sun
Il naquit vers 178 à Runan. Vers 195, lui et sa famille fuirent les troubles et rejoignirent le Sud du Yangtse. Sa sœur installée là-bas avec son mari Deng Dang. Deng Dang devint un officier mineur du nouveau maitre du Jiangdong, Sun Ce, qui conquit ce territoire à partir de 195 de notre ère, qu'il accompagna dans des campagnes de pacification, notamment contre les peuples des collines. À peine âgé de vingt ans, Lu Meng suivit Deng Dang contre l'avis de sa mère qui protesta contre le danger d'une telle opération, mais ce dernier argua que la réussite et carrière militaire pouvait sortir sa famille de la pauvreté.

### Repéré par Sun Ce...
Lu Meng n'est guère âgé quand il s'engage dans l'armée de Sun Ce. Sur ce fait, un officier de Deng Dang l'offensa sur son âge, et en représailles, Lu Meng le tua. Voyant les conséquences d'un tel acte, il se cacha mais pour éviter d'éventuelles représailles, et se livra aux autorités. Sun Ce s'intéressant à lui, lui accorda son pardon et l'incorpora dans sa garde, faisant de lui l'un de ses intendants personnels. Deng Dang mourant en 199, Sun Ce lui permit même de reprendre la troupe que son beau-frère commandait et lui octroya le grade de premier major "Senior Major". 

### ...confirmé par Sun Quan
Sun Ce mourut des suites de ses blessures reçues lors de sa tentative d'assassinat en mai 200. Son jeune frère de 18 ans, Sun Quan, lui succéda. Ce dernier en inspection, passa en revue ses troupes pour décider des fusions à opérer dans les unités les plus petites. Lu Meng, ne voulant perdre son commandement et dans l'espoir d'être remarqué, acheta à crédit de l'équipement pour sa troupe. Il équipa ses soldats de tuniques rouges et de jambières renforcées et les fit s'exercer pour démontrer leurs talents militaires. Le résultat est que Sun Quan en fut impressionné. Il mena des expéditions près de Danyang qui furent victorieuses, Sun Quan lui donna le grade de colonel, augmentant le nombre d'hommes sous son commandement, et lui conféra le titre de Magistrat.

### Un militaire, amené à jouer les premiers rôles
Lu Meng gagna en renommée. Menant des raids contre les peuples des collines, il participa à la campagne de Sun Quan en 208 contre Huang Zu. Ce dernier est un général de Liu Biao, Administrateur de la province de Jing, ennemi du clan Sun. Huang Zu est responsable de la mort de Sun Jian, père de Sun Ce et Sun Quan. Sun Ce lui avait infligé une défaite cinglante en 200 mais ce dernier s'était replié sur Jiang Xia. Sun Quan tenta dès 203 une conquête de cette commanderie et, par la même occasion, de venger la mort de son père mais échoua, perdant l'un de ses officiers Ling Cao, tué par Gan Ning. Ce dernier ayant rejoint les rangs de Sun Quan en 208 et l'ayant renseigné sur Huang, une nouvelle campagne fut lancée et amena à la bataille de Jiangxia. Lu Meng commande l'avant garde qui doit assener le coup de grâce à Huang Zu, tuant au passage le commandant des forces de Huang Zu, Chen Jiu. Huang Zu tentant de fuir fut tué et Lu Meng pour avoir participé activement à cette victoire fut récompensé d'une promotion et d'une somme d'argent très importante par Sun Quan. Cette même année il participa à la bataille de Chi Bi, où Cao Cao fut défait, marquant dès lors une limite nord/sud dans l'Empire. 
Lu Meng jouit d'un prestige important et se montre extrêmement tolérant notamment avec Xi Su, un officier de la province de Yi, qui se rendit à Sun Quan avec sa troupe. Cette dernière lui fut allouée mais Lu Meng argua que Xi Su est un bon commandant et ses troupes lui furent rendues. Il fut un partisan de "l'hérédité militaire", principe selon lequel une troupe était hérité de père en fils. Il se montra généreux et tolérant, notamment avec Cai Yi qui insulta ses compétences et surtout le caractère erratique et brutal de Gan Ning. Cette bienveillance et son autorité furent reconnues par ses soldats. Sa personnalité sans prétention lui valut la confiance de nombreuses personnes (Gan Ning, Lu Xun...).

## Du soldat au stratège

### Après Chi Bi
Cao Cao défait, dut fuir après la désastreuse défaite de Chi Bi, de ses troupes face à la marine du grand commandant des forces du Wu, Zhou Yu. Ce dernier voyant le vide politique laissé par la disparition de Liu Biao en 208, et la récente défaite de Cao Cao qui avait affermi son pouvoir dans la province de Jing après sa mort pétitionna une campagne pour la conquête de la province. Sun Quan accepta et des 209, les forces de Zhou Yu entrèrent dans la province de Jing. Ils se rendirent maitres de quelques places fortes mais Jiang Ling continuait de leur échapper. Cette ville est défendue par Cao Ren, cousin de Cao Cao, commandant expérimenté qui a participé à tous les engagements de Cao Cao. Les premières escarmouches sont difficiles pour Zhou Yu. Lu Meng, faisant partie des généraux de cette campagne conseilla à Zhou Yu menant le siège de Jiang Ling, d'envoyer Gan Ning en amont pour déjouer les manœuvres des défenseurs en prenant la base de Yiling, puis de lui apporter tout le soutien militaire possible quand ce dernier fut en difficulté, et ce malgré le peu de soutien des généraux qui considéraient que ce dernier était perdu. Jiangling fut prise et Cao Ren fut forcé de se retirer et dut battre en retraite vers le nord. La commanderie de Nan et la moitié de la Province de Jing tombèrent dans l'escarcelle de Zhou Yu et de Sun Quan. Lu Meng pour sa participation obtint le grade de Lieutenant général ainsi que le titre de Magistrat de Xunyiang, comté stratégique sur le Yangtse à la frontière entre les provinces de Jing et de Yang (Jiangdong),.

### Meng l’érudit
Lu Meng malgré un prestige important, sa bravoure sur les champs de bataille, sa figure d'autorité et sa bienveillance est considéré comme inculte et illettré. En effet, d'une famille pauvre et privilégiant l'action à la théorie, il n'est guère un tacticien. De ce fait des remontrances lui sont faites par Lu Su, Guan Yu, général de Liu Bei, et même par Sun Quan. Ce dernier l'incita à étudier avec son camarade d'arme Jiang Qin, ancien pirate lui également peu éduqué. Encouragé, il étudia durement les grands classiques littéraires et d'histoire militaire notamment l'art de la guerre. Une anecdote du roman des trois royaumes raconte que quand Lu Su, érudit plus que militaire, succéda à Zhou Yu, mort en 210, Lu Su visita Lu Meng à Xunyang et fut impressionné par le discours, les progrès et la qualité des planifications que Lu Meng avaient entrepris. Lu Su paya dès lors ses respects à la mère de Lu Meng et les deux devinrent amis. 
Malgré cette érudition Lu Meng continua à passer pour un inculte de façon à trahir les pensées de ses ennemis, notamment Guan Yu.

## Le grand commandant des forces du Wu à la conquête de la province de Jing

### La province de Jing après 210
La mort de Zhou Yu persuada Sun Quan qu'aucun autre stratège du gabarit de Gongjin ne pourrait l'égaler. Ayant besoin d'alliances et devant la menace d'une attaque de Cao Cao, Sun Quan décida contre l'avis de Lu Meng de transférer Jiang Ling sous forme de prêt, et la moitié de la province de Jing à Liu Bei qui avait acquis l'autre. En 212, Liu Bei fit campagne en province de Yi et usurpa cette province à Liu Zhang, relatif impérial Han comme lui. De ce fait Liu Bei, autrefois plus faible que Sun Quan se retrouvait à la tête de deux provinces Yi et Jing, Guan Yu, général de Liu Bei prit ses quartiers à Jiang Ling d’où il administra la province. Lu Meng stationné à proximité fut rappelé en 214, devant la menace d'une campagne menée par Cao Cao à Lu Jiang. Il avait déjà défait le général Xie Qi dans cette même commanderie en 211. En 214, il stationna à Lu Jiang avec Gan Ning pour repousser une attaque de Cao Cao. Conseillant la fortification de Ruxu, il mena un raid victorieux sur la place de Huan city et captura le commandant local Zhu Guang. Sun Quan le récompensa le nommant administrateur de Lu Jiang, ce qui lui conféra plus de troupes. De cette position, il mit à bas les rébellions fomentées par Cao Cao pour déstabiliser la commanderie. Malgré cela, Lu Meng fut appelé pour résoudre le conflit Sun/Liu pour la province de Jing.

### à la conquête de la province de Jing
En 215, Sun Quan réclama la province de Jing qu'il avait "prêté" à Liu Bei. Ce dernier tardant à répondre positivement, Lu Meng est envoyé pour capturer toutes les villes, commanderies et comtés, ce dont il s'acquitte, ChangSha, Ling Ling et Guiyang sont conquises, seul Jiang Ling reste hors d'atteinte. Devant cette menace Liu Bei concéda à partager la province. La partie occidentale fut rétrocédée à Sun Quan qui voulut conserver l'alliance Sun/Liu face à Cao Cao. En 217, Lu Meng participe à la désastreuse campagne d'Hefei, visant à prendre la Forteresse d'Hefei. Campagne où Sun Quan manque de perdre la vie. Lu Meng défend Ru Xu avec Jiang Qin contre une attaque ennemie et parvient à la mettre en déroute. Il est promu au grade de Général pour ces faits. Cette même année Lu Su, grand commandant des forces du Wu, mourut et Lu Meng lui succéda. Se positionnant face à Guan Yu, il rassure ce dernier de l'alliance Sun/Liu, mais en secret élabore des stratégies pour une attaque surprise de la province, attendant une opportunité. Cette dernière arrive en 219, quand Guan Yu ouvre un second front, voulant soulager Liu Bei en guerre contre Cao Cao à l'ouest. Étant malade mais utilisant la situation à son avantage, Lu Meng se fait démobiliser et pétitionne comme remplaçant Lu Xun, jeune officiel considéré comme inexpérimenté dans le domaine militaire ce qui rassure Guan Yu qui poursuit son attaque. Pendant ce temps, Lu Meng et ses forces déguisés en marchands s'infiltrent dans la province, la sécurisant et coupant une éventuelle ligne de ravitaillement de la province de Yi. Guan Yu isolé au nord de la province fut capturé et tué par les forces du Wu.

## Sa mort, fantasmée par le roman
Honoré par Sun Quan pour cette grande victoire, Lu Meng, lorsqu'il attaqua la province de Jing, était déjà très malade. Il aggrava sa condition et ce malgré une brève récupération, mourut quelques mois après sa dernière campagne en 219. Sun Quan dépensa énormément pour ses funérailles et il le reconnut comme le second stratège après Zhou Yu. Il donna également beaucoup de titres à ces trois fils.
Sa mort dans le roman des Trois Royaumes fut fantasmée. En effet, responsable de la mort de Guan Yu, l'esprit de ce dernier le tortura jusqu'à la mort. Il faut rappeler que ce roman fut compilé par Chen Shou, ancien officiel du Shu, conquis par le Wei en 264. De ce fait, les actions de Guan Yu, Zhang Fei et de Liu Bei sont héroïsées tout comme Zhuge Liang est divinisé.